# دیو در تن

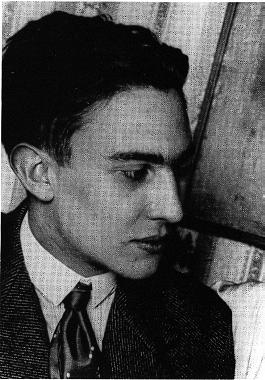
ریمون رادیگه

دیو در تن (به فرانسوی: Le Diable au corps)، رمانی است که در اوایل ۱۹۲۳ توسط اعجوبه ادبی فرانسوی اهل پاریس ریمون رادیگه نوشته شده‌است. داستان این رمان بلافاصله پس از جنگ جهانی اول اتفاق می‌افتد. این رمان داستان زن متأهلی را روایت می‌کند که در حالی که همسرش در خط مقدم جبهه در حال جنگ است با پسر جوان شانزده‌ساله‌ای رابطه عاشقانه برقرار کرده وموجب رسوایی شده‌است. گفته می‌شود این داستان نوعی خودزندگینامه است گرچه رادیگه این مطلب را انکار کرده‌است.
چندین اقتباس سینمایی و تلویزیونی از این کتاب صورت گرفته‌است.
در ایران این کتاب در سال ۱۳۵۳ توسط داوود نوابی ترجمه و منتشر شده‌است.

## خلاصه داستان
داستان در سال ۱۹۱۸ آغاز می‌شود. فرانسوا قهرمان کتاب بیش از شانزده سال ندارد اما تأثیر آشفتگی‌های ناشی از جنگ در زندگی عادی و سهل‌انگاری بی‌اندازه پدر و مادر به او فرصت می‌دهد که علیرغم دانش‌آموز بودن استقلالی نسبی داشته باشد. در چنین شرایطی با زن جوانی به نام مارت آشنا می‌شود که دو سال از او بزرگتر است. بین فرانسوا و مارت رابطهٔ عاشقانه برقرار می‌شود و هر لحظه دیدارهای عاشقانه آن دو بیشتر می‌شود. اما مارت نامزدی به اسم ژاک دارد (این فرانسوا است که کم می‌آورد و بزدلی‌های متعددی از او سر می‌زند چرا که برای ماجرای پیش آمده بسیار جوان است اما تغییری در عشق مارت نسبت به او ایجاد نمی‌شود. روزی مارت متوجه می‌شود که آبستن است و از این قسمت تراژدی داستان رادیگه رقم می‌خورد. فرانسوا از زیر بار مسوولیتی که شانه‌اش تاب تحمل آن را ندارد می‌گریزد و به عهدهٔ خانواده مارت می‌گذارد تا ترتیبی دهند که ماجرای تولد بچه پنهان نگاه داشته شود. پس از تولد بچه مارت در حالی که نام فرانسوا را بر لب دارد از دنیا می‌رود.